# PROTECT IP Act
Pour les articles homonymes, voir Pipa.
PROTECT IP Act (abrégé PIPA, titre au long Preventing Real Online Threats to Economic Creativity and Theft of Intellectual Property Act of 2011, littéralement Loi de 2011 sur la prévention des menaces en ligne réelles sur la créativité économique et le vol de la propriété intellectuelle, aussi connue sous le nom de S. 968), est un projet de loi américain proposé au Sénat le 12 mai 2011 par le sénateur démocrate Patrick Leahy soutenu par onze co-sponsors.

## Description

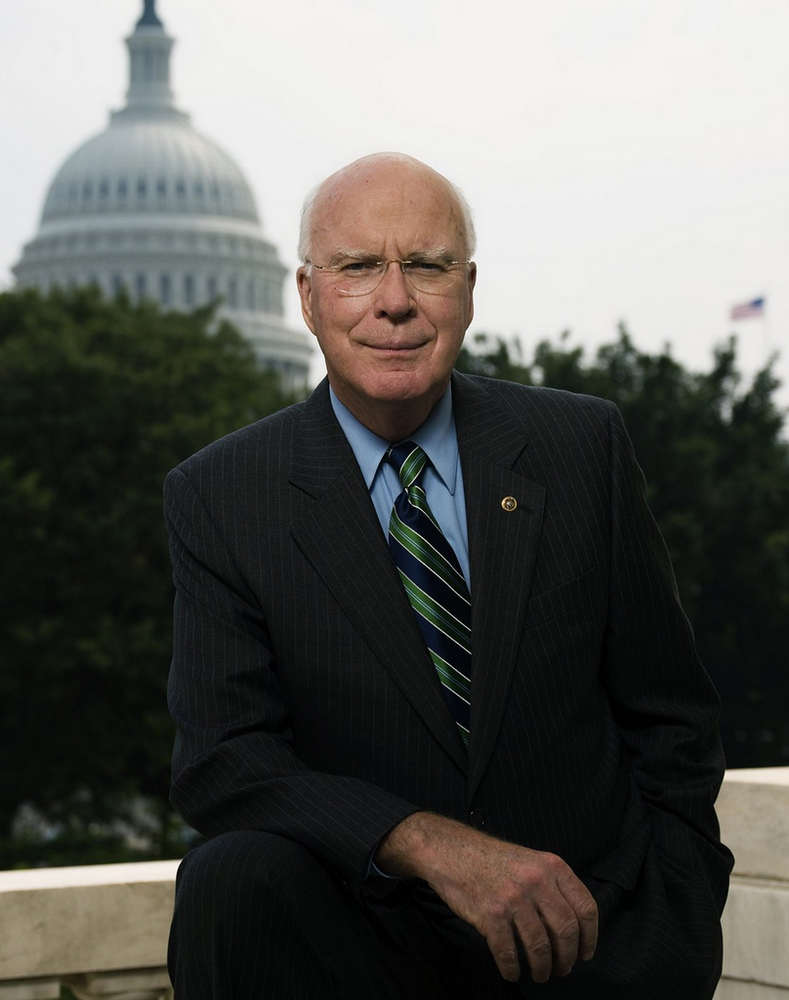
Sénateur Patrick Leahy

Le but affiché de ce projet de loi est de donner des outils au gouvernement américain et aux détenteurs de droits pour limiter l'accès aux sites dédiés au piratage et aux contrefaçons (en anglais : « rogue websites dedicated to infringing or counterfeit goods »), surtout ceux qui sont hébergés hors des États-Unis. Le bureau des finances du Congrès a estimé que l'implémentation de la loi coûterait 47 millions de dollars américains jusqu'en 2016, et nécessiterait le recrutement et la formation de 22 agents spéciaux et 26 membres du personnel. 

## Historique
Le Protect IP Act est une nouvelle version du projet de loi Combating Online Infringement and Counterfeits Act (COICA) qui a été rejeté en 2010. Une version similaire de ce projet de loi, déposée à la Chambre des représentants, le Stop Online Piracy Act (SOPA) a été introduite le 26 octobre 2011.
Harry Reid, le leader de la majorité démocrate au Sénat, a inscrit le vote de cette proposition à l'ordre du jour du 24 janvier 2012, avant d'annoncer le 20 janvier le report de cet examen.